# Karjalohja
Karjalohja este o fostă comună din Finlanda.